# 鉄道敷設法別表第138号
鉄道敷設法別表第138号は、1922年（大正11年）4月11日に公布・施行された「鉄道敷設法」（大正11年法律第37号）別表に定められていた条文の一つ。

## 原文
- 石狩国比布ヨリ下愛別付近ニ至ル鉄道

## 現在の地名・地区名での表記
- 北海道上川郡比布町比布地区より北海道上川郡愛別町愛別地区付近（以上、上川支庁管内）に至る鉄道

## 開業区間
- 全区間未開業

## 未開業区間
- 比布 - 愛別間

## 鉄道先行バス路線
なし。

## 近接したルートを通る民間路線バス
- 道北バス愛別線
  - 比布 – 愛別間